# Helioctamenus
Helioctamenus is een geslacht van kevers uit de familie somberkevers (Zopheridae).

## Soorten
Deze lijst is mogelijk niet compleet.
- H. aestivus
- H. bedeli
- H. curticornis
- H. espanoli
- H. ferandezi
- H. gineri
- H. hippopotamus
- H. lusitanicus
- H. occidentalis
- H. oranensis
- H. pardoi